# Dragon View
Dragon View är ett SNES-spel utgivet 1994. Spelet släpptes i Japan som Super Drakkhen (スーパードラッケン?) och kallas även Drakkhen II. Spelet är uppföljaren till Drakkhen, men utspelar sig före det första spelet, och spelen påminner inte mycket om varandra.

## Handling
I staden Rysis bor Alex, som skall gifta sig med Katarina, då en mystisk trollkarl dyker upp och kidnappar Katarina. Alex måste rädda Katarina och besegra trollkarlen.